# Большеключинское сельское поселение
Большеключинское се́льское поселе́ние — муниципальное образование в Зеленодольском районе Татарстана Российской Федерации.
Административный центр — село Большие Ключи.

## История
Статус и границы сельского поселения установлены Законом Республики Татарстан от 31 января 2005 года № 24-ЗРТ «Об установлении границ территорий и статусе муниципального образования "Зеленодольский муниципальный район" и муниципальных образований в его составе».

## Население
| 2010  | 2011  | 2012  | 2013  | 2014  | 2015  | 2016  |
| ----- | ----- | ----- | ----- | ----- | ----- | ----- |
| 2044  | ↗2048 | ↘2038 | ↗2040 | ↗2066 | ↗2080 | ↗2134 |
| 2017  | 2018  |       |       |       |       |       |
| ↗2142 | ↘2139 |       |       |       |       |       |

## Состав сельского поселения
| № | Населённый пункт | Тип населённого пункта       | Население |
| - | ---------------- | ---------------------------- | --------- |
| 1 | Большие Ключи    | село, административный центр |           |
| 2 | Ивановское       | деревня                      |           |
| 3 | Маевка           | деревня                      |           |
| 4 | Малые Ключи      | село                         |           |
| 5 | Светлое Озеро    | посёлок                      |           |
| 6 | Соловьёвка       | деревня                      |           |